# Кашіф Кінг
Кашіф Кінг (англ. Kashief King; нар. 19 січня 1998) — тринідадський легкоатлет, який спеціалізується в бігу на короткі дистанції.

## Спортивні досягнення
Чемпіон Ігор Співдружності в естафетному бігу 4×100 метрів (2022, виступав у забігу).
Чемпіон Тринідаду і Тобаго в естафетному бігу 4×400 метрів (2016).